# Piekart
Piekart – prawobrzeżna część Kalisza, położona w północno-zachodniej części sołectwa Dobrzec; dawna wieś włączona do miasta w 2000; pełni funkcje mieszkaniowe.
Piekart leży na zachód od dawnej wsi Dobrzec (Dobrzec Wielki) i na wschód od wsi Biskupice, na lewym brzegu Krępicy. Do Kalisza został włączony w 2000 razem ze wsią Dobrzec. Główną ulicą Piekartu jest ul. Piekart, która stanowi przedłużenie ul. Bursztynowej.
W 1861 w Piekarcie urodził się Bolesław Lutomski.